# アラン・カルデック・デ・ソウザ・ペレイラ・ジュニオール
アラン・カルデック・デ・ソウザ・ペレイラ・ジュニオール（Alan Kardec de Souza Pereira Junior, 1989年1月12日 - ）は、ブラジルリオデジャネイロ州バラ・マンサ出身のサッカー選手。アトレチコ・ミネイロ所属。ポジションはフォワード。

## 経歴
2000年よりCRヴァスコ・ダ・ガマのユースでキャリアをスタートした。2007年にトップチームに昇格し、同年2月14日に行われたコパ・ド・ブラジルでのファスト・クルーベ戦でプロデビューを飾った。4月14日、カンピオナート・カリオカでのボタフォゴ戦でプロ初ゴールを記録した。7月21日、アトレチコ・ミネイロ戦でカンピオナート・ブラジレイロ・セリエA初ゴールを記録した。この年26試合に出場して8ゴールを決める活躍をした。しかし2008年は19試合に出場して2ゴールしか決めることができなかった。
2009年9月1日、インテルナシオナルにレンタル移籍した。10月28日、サンパウロ戦でファビアーノ・エレルとの交代でインテルナシオナルでのデビューを飾った。
2009年12月22日、ベンフィカに推定250万ユーロ（約3億3000万円）で移籍した。
2014年5月12日、サンパウロFCに移籍した。
2016年7月15日、重慶力帆足球倶楽部に移籍した。
2021年、深圳FCに移籍した。
2022年6月24日、アトレチコ・ミネイロに移籍した。

## 代表歴
2009年にブラジルU-20代表として南米ユース選手権に出場し2ゴールを挙げ優勝に貢献し、FIFA U-20ワールドカップ出場権を獲得した。U-20ワールドカップでは4ゴールを挙げチームを準優勝に導いた。

## 個人成績
| 国内大会個人成績 | 国内大会個人成績   | 国内大会個人成績 | 国内大会個人成績 | 国内大会個人成績 | 国内大会個人成績 | 国内大会個人成績 | 国内大会個人成績 | 国内大会個人成績 | 国内大会個人成績 | 国内大会個人成績 | 国内大会個人成績 |
| 年度             | クラブ             | 背番号           | リーグ           | リーグ戦         | リーグ戦         | リーグ杯         | リーグ杯         | オープン杯       | オープン杯       | 期間通算         | 期間通算         |
| 年度             | クラブ             | 背番号           | リーグ           | 出場             | 得点             | 出場             | 得点             | 出場             | 得点             | 出場             | 得点             |
| ブラジル         | ブラジル           | ブラジル         | ブラジル         | リーグ戦         | リーグ戦         | ブラジル杯       | ブラジル杯       | オープン杯       | オープン杯       | 期間通算         | 期間通算         |
| ---------------- | ------------------ | ---------------- | ---------------- | ---------------- | ---------------- | ---------------- | ---------------- | ---------------- | ---------------- | ---------------- | ---------------- |
| 2007             | ヴァスコ・ダ・ガマ |                  | セリエA          | 26               | 8                | 1                | 0                |                  |                  |                  |                  |
| 2008             | ヴァスコ・ダ・ガマ |                  | セリエA          | 19               | 2                | 5                | 3                |                  |                  |                  |                  |
| 2009             | ヴァスコ・ダ・ガマ |                  | セリエB          | 6                | 0                | 4                | 1                |                  |                  |                  |                  |
| 2009             | インテルナシオナル |                  | セリエA          | 2                | 0                | -                | -                |                  |                  |                  |                  |
| ポルトガル       | ポルトガル         | ポルトガル       | ポルトガル       | リーグ戦         | リーグ戦         | リーグ杯         | リーグ杯         | ポルトガル杯     | ポルトガル杯     | 期間通算         | 期間通算         |
| 2009-10          | ベンフィカ         |                  | スーペル         | 8                | 0                | 3                | 0                | 0                | 0                | 11               | 0                |
| 2010-11          | ベンフィカ         | 31               | スーペル         | 12               | 3                | 3                | 0                | 3                | 2                | 18               | 5                |
| ブラジル         | ブラジル           | ブラジル         | ブラジル         | リーグ戦         | リーグ戦         | ブラジル杯       | ブラジル杯       | オープン杯       | オープン杯       | 期間通算         | 期間通算         |
| 2011             | サントス           | 19               | セリエA          |                  |                  |                  |                  |                  |                  |                  |                  |
| 通算             | ブラジル           | ブラジル         | セリエA          |                  |                  |                  |                  |                  |                  |                  |                  |
| 通算             | ブラジル           | ブラジル         | セリエB          | 6                | 0                | 4                | 1                |                  |                  |                  |                  |
| 通算             | ポルトガル         | ポルトガル       | スーペル         | 20               | 3                | 6                | 0                | 3                | 2                | 29               | 5                |
| 総通算           |                    |                  |                  |                  |                  |                  |                  |                  |                  |                  |                  |

## タイトル

### クラブ
CRヴァスコ・ダ・ガマ
- カンピオナート・ブラジレイロ・セリエB : 2009

SLベンフィカ
- プリメイラ・リーガ : 2009-10
- タッサ・ダ・リーガ : 2009-10, 2010-11

サントスFC
- カンピオナート・パウリスタ : 2012

SEパルメイラス
- カンピオナート・ブラジレイロ・セリエB : 2013

### 代表
ブラジル代表
- 南米ユース選手権 : 2009